# Kviinge landskommun
Kviinge landskommun var en tidigare kommun i dåvarande Kristianstads län.

## Administrativ historik
Kommunen bildades i Kviinge socken i Östra Göinge härad i Skåne när 1862 års kommunalförordningar trädde i kraft.
Vid kommunreformen 1952 uppgick kommunen i Knislinge landskommun som 1974 uppgick i Östra Göinge kommun.

## Politik

### Mandatfördelning i Kviinge landskommun 1942-1946
| 14 | 6 |

| 20 |

| 14 | 6 |

| 20 |